# Konstytucja Nauru
Konstytucja Republiki Nauru została przyjęta w następstwie niepodległości 31 stycznia 1968 roku.

## Referendum
W 2010 roku na Nauru odbyło się referendum w sprawie zmiany konstytucji, dotyczące głównie wprowadzenia wybieralności prezydenta w wyborach bezpośrednich, a nie, jak dotychczas, przez parlament.
Obywatele zdecydowanie opowiedzieli się przeciw zmianie konstytucji. Spośród 4,4 tys. głosujących prawie 3 tys. zagłosowało przeciw (ok. 68%). Frekwencja wyborcza wyniosła 78%. Władze państwa wyraziły rozczarowanie decyzją obywateli. Oświadczyli, że powodem odrzucenia zmian był strach i niepewność podsycany przez członków parlamentu niepopierających rządzącej administracji.

## Rozmieszczenie części
Konstytucja Nauru dzieli się na 11 części :
Część I (Art. 1 i 2) – Republika Nauru i Najwyższe prawa Nauru

Część II (Art. 3-15) – Ochrona Podstawowych Praw i Wolności

Część III (Art. 16-25) – Prezydent i Rząd

Część IV (Art. 26-47) – Ustawodawstwo

Część V (Art. 48-57) – Sądownictwo

Część VI (Art. 58-67) – Finanse

Część VII (Art. 68-70) – Służba państwowa

Część VIII (Art. 71-76) – Obywatelstwo

Część IX (Art. 77-79) – Uprawnienia nadzwyczajne

Część X (Art. 80-84) – Postanowienia ogólne

Cześć XI (Art. 85-100) – Przepisy ogólne